# Journalismus
Journalismus (abgeleitet von französisch „Journal“) bezeichnet die periodische publizistische Arbeit von Journalisten bei der Presse, in Online-Medien oder im Rundfunk mit dem Ziel, Öffentlichkeit herzustellen und die Öffentlichkeit mit gesellschaftlich relevanten Informationen zu versorgen.

## Begriffsdefinition
Journalismus kann man auf drei verschiedenen Ebenen definieren:
Gesellschaftliche Ebene
Auf gesellschaftlicher Ebene kann man den Journalismus als professionelle Fremdbeobachtung verschiedener Gesellschaftsbereiche betrachten. Themen mit Aktualität, Faktizität und Relevanz stellt er durch Publikation für die öffentliche Kommunikation zur Verfügung. Dies unterscheidet den Journalismus insbesondere von Public Relations, Werbung und Literatur.
Organisatorische Ebene
Auf der organisatorischen Ebene produzieren Medienbetriebe und -angebote kontinuierlich journalistische Kommunikation mit Aktualität, Faktizität und Relevanz. Damit unterscheidet sich der Journalismus von Medien mit fehlender Periodizität (Bücher) und fehlender Faktizität (Romanhefte, Spielfilme, Satiremagazine).
Akteursebene
Auf der Akteursebene wird der Journalismus von hauptberuflich agierenden Journalisten ausgeübt. Dafür muss ein Journalist mehr als die Hälfte seiner Einkünfte aus journalistischer Arbeit erzielen oder mehr als die Hälfte seiner Arbeitszeit für journalistische Medien tätig sein.

## Aufgabe

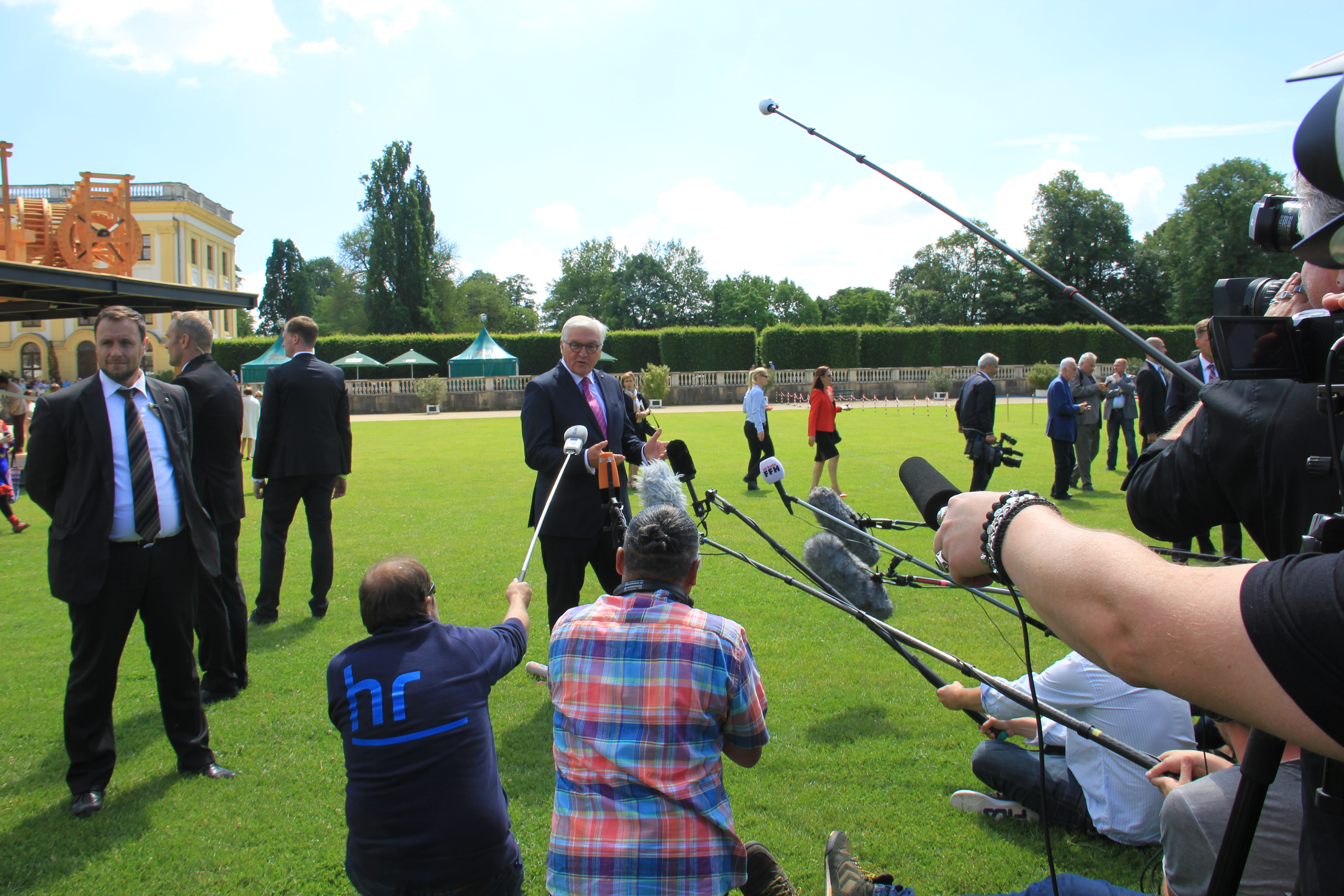
Journalisten unterschiedlicher Medien filmen und dokumentieren die Rede vom Bundespräsidenten Frank-Walter Steinmeier bei der Eröffnung der Documenta 14 in Kassel.

Nach den Statuten der Internationalen Journalisten-Föderation ist Journalismus zuerst dem Respekt vor Fakten und dem Recht der Öffentlichkeit auf Wahrheit verpflichtet. Journalismus trägt damit zur öffentlichen Meinungsbildung bei. Er wird deshalb oft als vierte Gewalt im Staat bezeichnet. Diese Klassifizierung prägte bereits der britische Gelehrte Frederick Knight Hunt Mitte des 19. Jahrhunderts.
Dementsprechend sind einer Ipsos-Umfrage 2019 zufolge die Haupterwartungen der Bevölkerung an den Journalismus, in Übereinstimmung mit der Sicht der Journalisten, dieser solle Dinge so berichten wie sie sind, dem Publikum erläutern, auf welchen Quellen die Berichterstattung beruht, unparteiischer Beobachter sein, Kritik an Missständen üben, Toleranz und kulturelle Vielfalt fördern, sowie aktuelles Geschehen einordnen und analysieren.
Wolf Schneider und Paul-Josef Raue zufolge sei sowohl Aufgabe, durch den Dschungel der irdischen Verhältnisse eine Schneise der Information zu schlagen, als auch den Inhabern der Macht auf die Finger zu sehen. Hanns Joachim Friedrichs fasste seine Lehren bei der BBC zusammen, man habe Distanz zu halten, sich nicht gemein zu machen mit einer Sache, auch nicht mit einer guten, und nicht in öffentliche Betroffenheit zu versinken. Nach Ulrich Wickert sei gemäß der Definition der Aufklärung des Philosophen Immanuel Kant die Aufgabe, Wissen so zu vermitteln, dass sich Leser kraft ihres Verstandes selbst eine Meinung bilden können. Dinge seien klar zu benennen, ohne zu überlegen, ob man damit irgendwem schade oder bestimmten Gruppen Argumente liefere.
In Deutschland gibt es indirekt über den Pressekodex einen mehrheitlich akzeptierten Mindeststandard der Arbeitsweise des Journalismus, in vielen anderen Staaten in ähnlicher Form.

## Tätigkeiten
Innerhalb der verschiedenen Medien definiert sich das journalistische Berufsbild gemäß Walther von La Roche (2013) anhand der Tätigkeiten:
- Recherchieren und Dokumentieren
- Formulieren und Redigieren
- Präsentieren
- Organisieren und Planen.

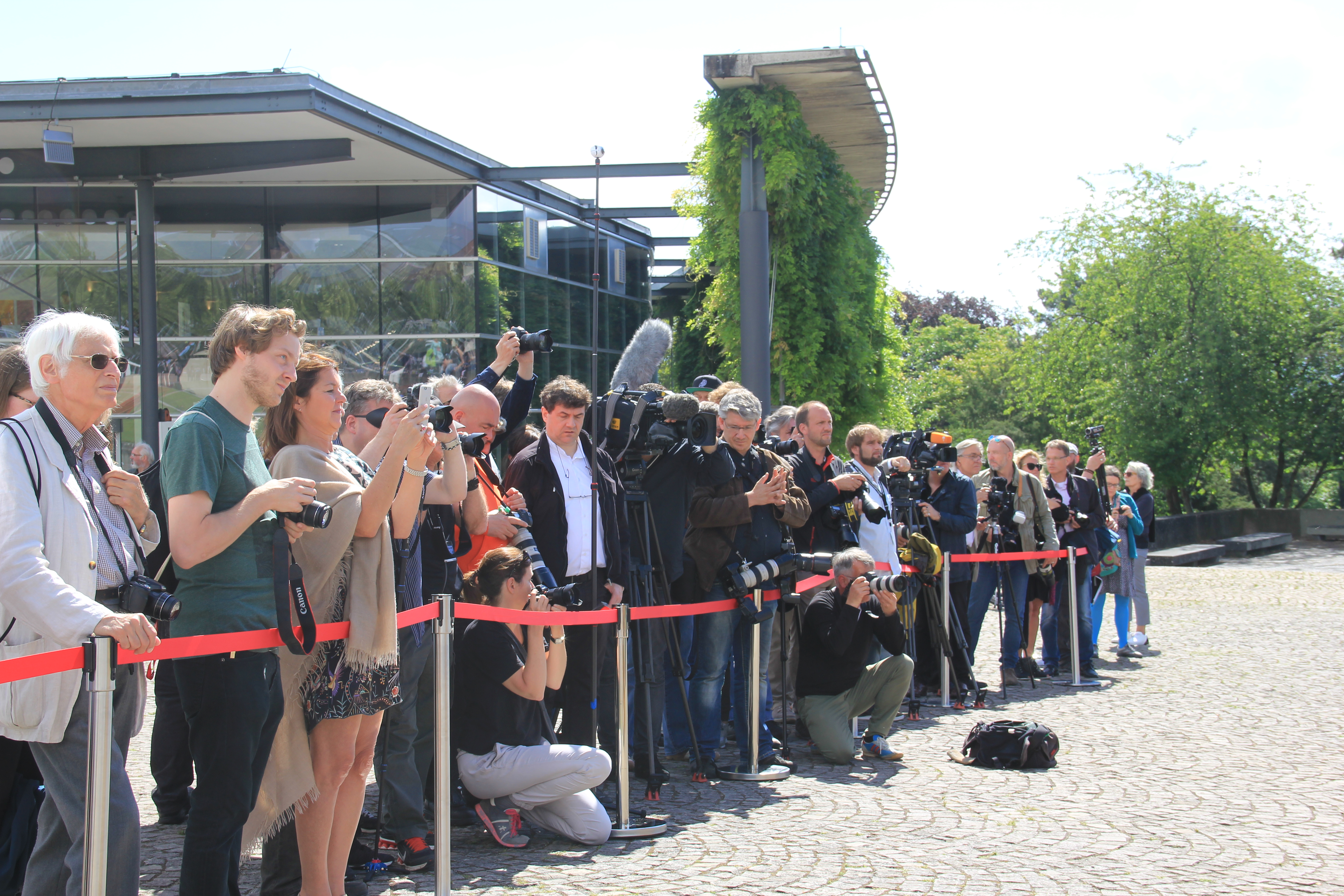
Journalisten und Fotografen warten in der abgesperrten Presse-Zone auf die Ankunft von den prominenten Gästen zur Eröffnung der Documenta 14 in Kassel.

Mit der Veränderung des Berufsbildes seit den 1990er Jahren sind für Journalisten bei all diesen Arbeiten Management-Tätigkeiten und der Einsatz der Computertechnik stärker in den Vordergrund getreten.
Immer mehr freie Journalisten arbeiten, um ihren Lebensunterhalt finanzieren zu können, nicht mehr ausschließlich im klassischen Journalismus, sondern zusätzlich im Bereich der Presse- und Öffentlichkeitsarbeit. Das kann zu Interessenkonflikten führen. Das Netzwerk Recherche und andere Verbände und Gruppen fordern deshalb eine strikte Trennung der Tätigkeiten von Journalismus und Pressearbeit.

## Medien

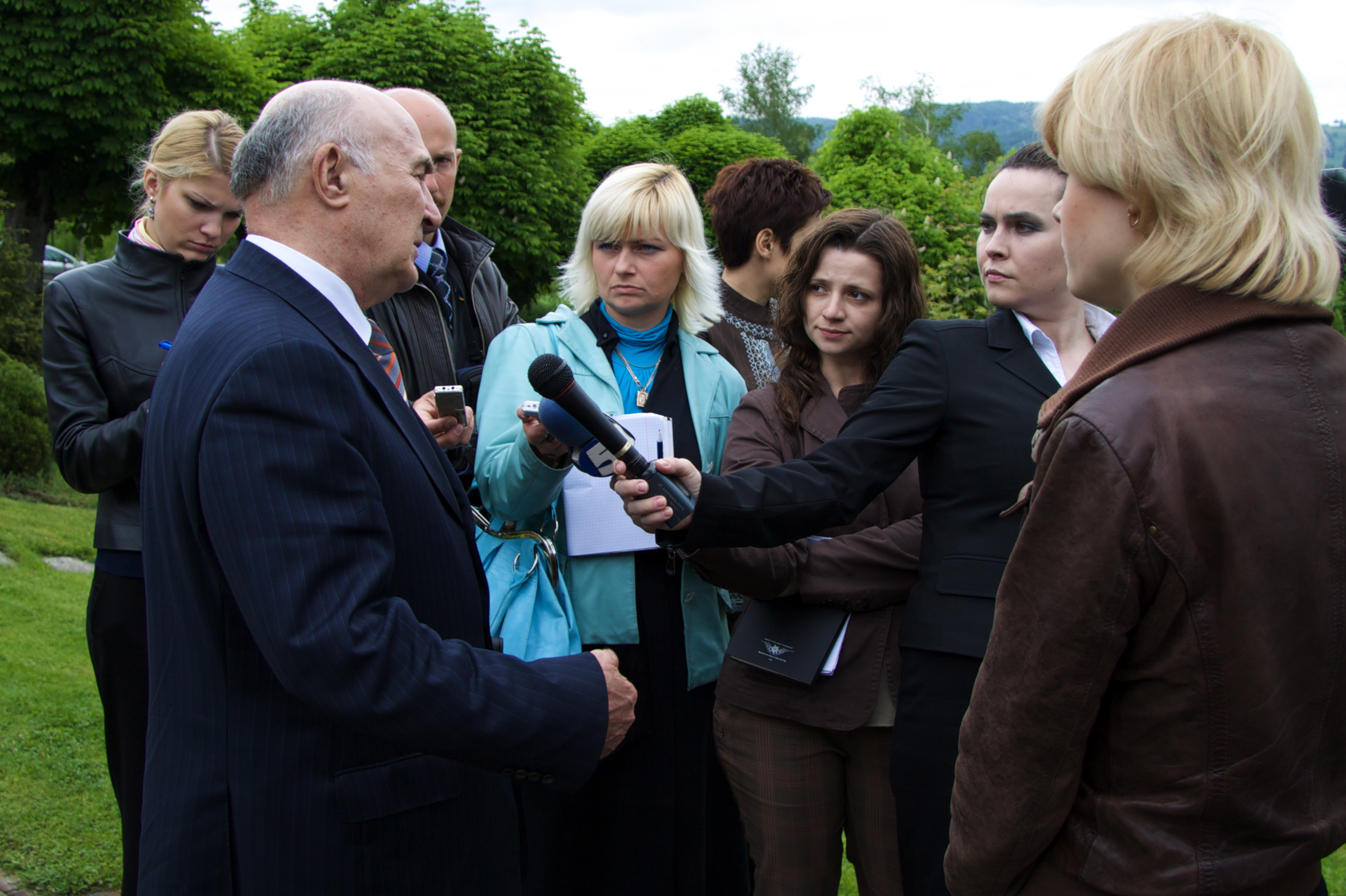
Journalisten vom Rundfunk und Fernsehen sowie Printmedien interviewen einen Politiker.

Praktisch jede moderne Form der Nachrichtenübermittlung kann als Medium für den Journalismus dienen:
- Printjournalismus (Zeitung, Zeitschrift),
- Agenturjournalismus (Nachrichtenagentur),
- Hörfunkjournalismus,
- Fernsehjournalismus,
- Online-Journalismus bzw. Mobiler Journalismus und
- „social journalism“ (Berichterstattung über soziale Netzwerke).

Je nach Sparte kommen Texte, Fotos, Informationsgrafiken, Originaltöne und bewegte Bilder zum Einsatz. Infolge der Digitalisierung werden von Journalisten immer mehr Metamedien genutzt (Suchmaschinen, Bildverzeichnisse, soziale Netzwerke, Portale oder Wikipedia), die Texte, Daten und Bilder aus Primärmedien abgreifen bzw. repräsentieren, wobei sie eine oft nicht nachvollziehbare Selektion, Ordnung und Gewichtung dieser Quellen durch intransparente Algorithmen vornehmen. Damit verschiebt sich die journalistische Arbeit immer mehr in Richtung der Medienrecherche am Schreibtisch; sie wird – systemtheoretisch gesprochen – zur Beobachtung zweiter Ordnung. Andererseits ist es durch eine solche Beobachtung zweiter Ordnung möglich, die Beobachtungen der Primärmedien zu kontextualisieren und ihre blinden Flecke zu erkennen. Dort wo vor allem die Recherche, Auswertung, Darstellung und Analyse von digitalen Daten im Mittelpunkt der journalistischen Tätigkeit steht, spricht man auch von Datenjournalismus.

## Finanzierung

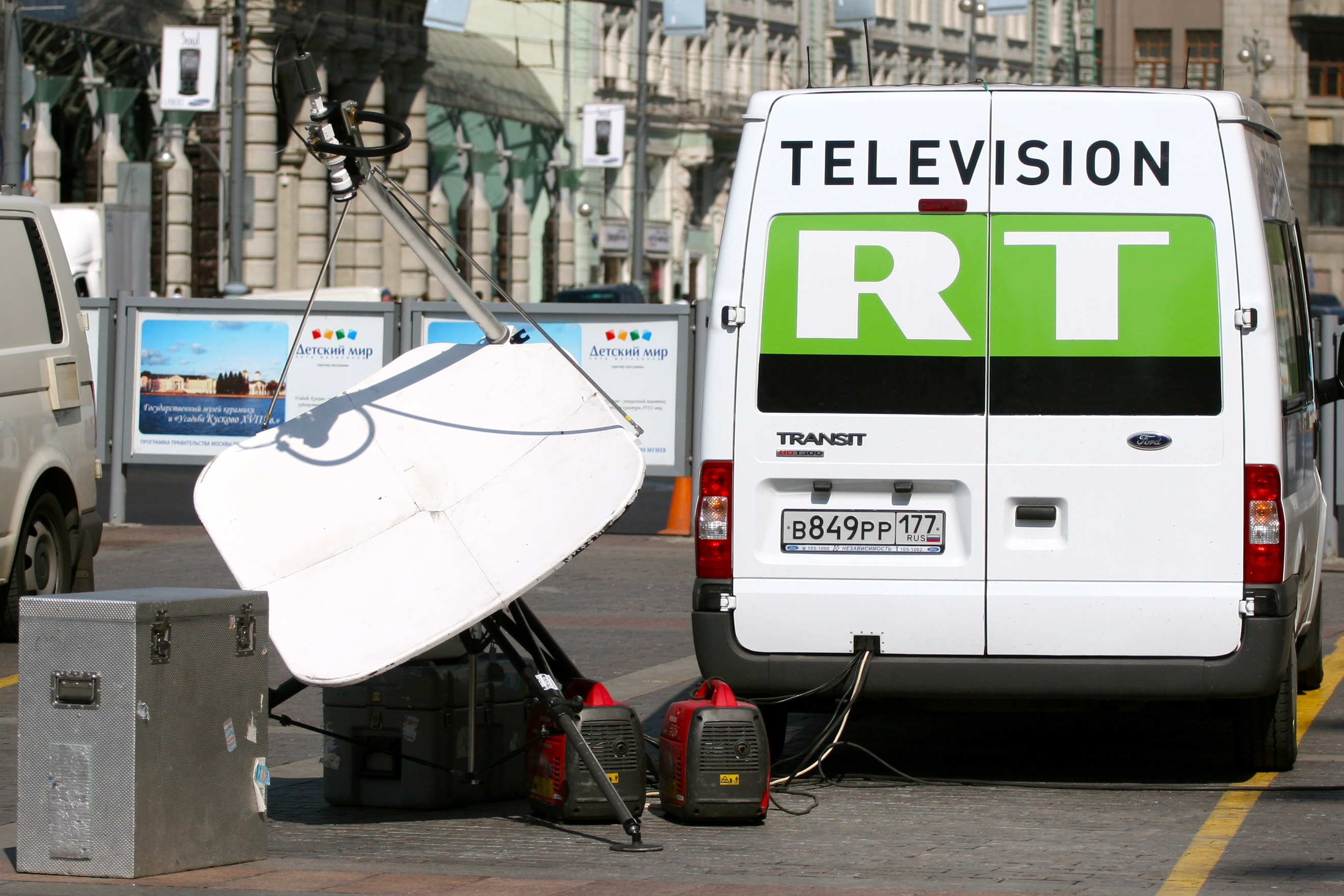
TV-Übertragungswagen des englischsprachigen, staatlich finanzierten Fernsehsenders Russia Today in Moskau

Ein weiteres Unterscheidungsmerkmal ist die Art der Medienfinanzierung. Unabhängig von Medien- und Darstellungsform sowie Feldern der Berichterstattung und Handlungsrollen wird unterschieden zwischen:
- Staatliche Medien
- Öffentlich-rechtliche Medien
- Privatrechtliche Medien
- Entrepreneurial Journalism[10]
- Bürgerjournalismus
- Gemeinnütziger Journalismus

## Kategorisierung
Nach den journalistischen Handlungsrollen unterscheiden die Kommunikationswissenschaftler Ulrich Saxer und Siegfried Weischenberg zwischen
- Informationsjournalismus (Vermittler)
- investigativem Journalismus (Wachhund, Anwalt)
- interpretativem Journalismus (Erklärer)
- sozialwissenschaftlichem Journalismus (Forscher)
- New Journalism (Erzähler).

Diese journalistischen Rollenbilder sind jedoch nie in idealtypischer Ausprägung anzutreffen.
Immer dann, wenn der Journalismus gezielt auf die Erweiterung von Handlungsressourcen der Rezipienten abzielt, wird vom Ratgeberjournalismus gesprochen.
Eine weitere Einteilung orientiert sich an den Berichterstattungsfeldern (Special-Interest-Journalismus sowie Fachjournalismus) und Ressorts (z. B. Kulturjournalismus, Wirtschaftsjournalismus, Wissenschaftsjournalismus, Technikjournalismus, Lokaljournalismus, Sportjournalismus, Reisejournalismus und Auslandsberichterstattung).
Über diese Kategorisierungen hinaus existiert noch der nicht unerhebliche Bereich des Boulevardjournalismus, der in Deutschland die auflagenstärksten Zeitungen und Zeitschriften stellt. Allerdings wird häufig darüber gestritten, ob der Boulevardjournalismus tatsächlich noch zum Journalismus gehörig anzusehen oder ob er nicht eher der sogenannten Yellow Press (auch: „Bunte Blätter“) zuzurechnen ist, da der Boulevard eher der unseriösen Presse zugeordnet wird. Ebenfalls meist abwertend gemeint ist die Bezeichnung «Thesenjournalismus» für eine Form der Berichterstattung, der es darum geht, einer bestimmten Auffassung Aufmerksamkeit oder Wirkung zu verschaffen.

## Darstellungsformen
Es haben sich einige journalistischen Darstellungsformen entwickelt, die sich in allen Medien in gleicher oder ähnlicher Form finden, so zum Beispiel Meldung, Nachricht, Bericht, Reportage, Interview, Kommentar usw. Dabei ist deutlich zwischen Information (Informationsjournalismus) und Meinungsdarstellung / Kommentierung zu unterscheiden und für den Leser deutlich erkennbar zu trennen (1. Trennungsregel).
Als Quellen dienen neben eigenen Recherchen (persönliche Recherchen, Telefonrecherche, Archivrecherche und Internetrecherche) häufig auch Texte von Nachrichtenagenturen, die bei Bedarf gekürzt oder um Ergebnisse eigener Recherche erweitert werden.
In der Praxis werden oft auch Pressemitteilungen (auch: „Originaltexte“ oder „Waschzettel“) von Unternehmen und Institutionen unverändert übernommen. Damit wächst der Einfluss der Public Relations auf den Journalismus. Dabei muss jedoch laut Presserecht der redaktionelle Teil eines Mediums unabhängig vom Anzeigenteil (Werbung) erstellt werden und der Unterschied deutlich erkennbar sein (2. Trennungsregel).

## Neue Formen des Journalismus
Mit dem gesellschaftlichen Wandel entstehen neue Formen des Journalismus, bei denen journalistische und literarische Formen gemischt werden. In ihrer chronologischen Reihenfolge sind dies:

### New Journalism
Den Begriff New Journalism prägte der US-amerikanische Schriftsteller, Journalist, Kunst- und Architekturkritiker Tom Wolfe Mitte der 1960er Jahre. Er schrieb höchst subjektive Reportagen und setzte dabei stark auf literarische Stilmittel, auch wenn er sich korrekt an die Fakten hielt. Die Stilrichtung und die Themen wurde von der Literatur der Beat Generation der 1950er-Jahre mitgeprägt. So schrieben die Reporter des New Journalism über die neuen Subkulturen der Popmusik oder die Drogenszene und mischten mit ihrer Radikalität die gewohnte Politikberichterstattung auf.

### Gonzo-Journalism
Der Gonzo-Journalism ging ein Jahrzehnt später noch einen Schritt weiter als der New Journalism. Anfang der 1970er Jahre berichtete der exzentrische US-amerikanische Schriftsteller und Reportage-Journalist Hunter S. Thompson nicht nur aus seiner subjektiven Sicht – er vermischte dabei konsequent reale, autobiographische und fiktive Erlebnisse. Weil der Gonzo-Journalism Sarkasmus, Schimpfwörter, Polemik und Zitate als Stilelemente verwendet, ist er nach journalistischen Kriterien keine journalistische Form, sondern Literatur.

### Ambush Journalism
Mit dem Ambush Journalism entstand Mitte der 1990er Jahre eine Form weit weg von der neutralen Berichterstattung, aber auch von den literarischen Formen des Journalismus. Die Ambush-Journalisten „überfallen“ Exponenten aus Politik und Wirtschaft unvermittelt und vor laufender Kamera mit aggressiven Fragen, psychischem und teilweise physischem Druck („Auf die Pelle rücken“). Bekannt wurden mit diesem Stil US-amerikanische TV-Sendungen wie The O’Reilly Factor und 60 Minutes. Diese journalistische Praxis polarisiert, weil die einen den Ambush Journalism als unethisch kritisieren, andere ihn hingegen als einzigen Weg verteidigen, um gewisse Informationen zu erhalten.

### Datenjournalismus
Datenjournalismus (Data Driven Journalism, DDJ) ist eine Kombination aus Recherche-Ansatz und neuer Veröffentlichungsform. Maschinenlesbare Informationen werden per Software miteinander verknüpft und analysiert. Das Ergebnis dient beispielsweise als Basis für interaktive Visualisierungen. Diese werden mit dem Datensatz und Erläuterungen zum Kontext publiziert sowie mit Text, Audio oder Video kommentiert.

### Konstruktiver Journalismus
Der Begriff konstruktiver Journalismus wurde im skandinavischen Raum von Journalisten wie Cathrine Gyldensted und Ulrik Haagerup geprägt. Dabei wird bewusst über positive Entwicklungen berichtet, um ein einseitiges negatives Weltbild bei den Lesern zu verhindern. Probleme werden nicht ignoriert, sondern um die Diskussion möglicher Lösungsansätze erweitert.
Der Nachrichtenwert „Konflikt“ erzeugt einen journalistischen Negativ-Bias. Durch konstruktiven Journalismus soll dieser vermieden werden. Die Berichterstattung soll geprägt sein von einer konstruktiven – und damit realistischeren – statt einer negativen Grundeinstellung. Beispiele sind das Tagesschau-Format #Lösungsfinder oder die ZDF-Dokureihe Plan B.
Eine erste Studie zeigt, dass die Mediennutzer besseres Verständnis, ein höheres Interesse für die porträtierte Problematik und eine höhere Handlungsbereitschaft zeigen.

### Entschleunigter Journalismus
Beim entschleunigten Journalismus wird auf Eilmeldungen und Effekthascherei bewusst verzichtet und stattdessen der Fokus auf Kontext und Analyse gelegt.

## Medienrecht und Medienethik
Zum Medienrecht gehört die Pressefreiheit im Grundgesetz. In den Landespressegesetzen der jeweiligen Bundesländer findet sich die rechtliche Grundlage der journalistischen Tätigkeit. Für den Rundfunk gibt es den Rundfunkstaatsvertrag, für die Online-Medien das Telemediengesetz. Daneben muss der Journalist in seiner täglichen Arbeit etwa Persönlichkeitsrechte und Urheberrechte beachten. Verletzt eine Veröffentlichung diesen Rahmen, kann auf Schadenersatz und Unterlassung geklagt werden. Es besteht grundsätzlich das Recht auf Gegendarstellung. Medien sind zur Angabe verantwortlicher Personen im Impressum verpflichtet.
Die Verwendung von Metamedien wie Suchmaschinen, die Inhalte aus Primärmedien abgreifen und veröffentlichen, führt zu neuen urheberrechtlichen und haftungsrechtlichen Fragen.
Medienethik soll in Hinblick auf die Verantwortung in Medienunternehmen eine Steuerungsfunktion übernehmen. Selbstverpflichtende Kontrollinstanzen sind der Deutsche, Österreichische und Schweizer Presserat. Sie überprüfen die Einhaltung der selbstgeschaffenen journalistischen Kodizes und rügen – ohne rechtliche Konsequenzen – Verstöße. Als einschlägige Kodizes sind zu nennen: Pressekodex, Ehrenkodex für die österreichische Presse, Erklärung der Pflichten und Rechte.

## Wissenschaft und Forschung
1916 wurde das erste deutsche Institut für Zeitungskunde an der Universität Leipzig gegründet. Das Fach Journalistik ist heute oft in die Medienwissenschaft oder Kommunikationswissenschaft integriert.

## Interkultureller Vergleich

### Japan
Eine Besonderheit in Japan sind die Bankisha, die ausschließlich über eine bestimmte Person des öffentlichen Lebens, meist Politiker, berichten.